# Kévin Rimane
Kévin Rimane (Cayenne, 23 februari 1991) is een Frans-Guyaans voetballer die doorgaans als centrale verdediger speelt. Hij staat onder contract bij Paris Saint-Germain.

## Clubcarrière
Rimane is afkomstig uit de jeugdopleiding van Paris Saint-Germain. Nadat hij drie seizoenen bij het tweede elftal speelde verliet hij de club voor US Boulogne. Na drie jaar keerde hij terug bij PSG. Op 9 april 2016 debuteerde Rimane in de Ligue 1 tegen EA Guingamp.

## Interlandcarrière
Rimane debuteerde in 2014 voor Frans-Guyana.